# Енгелберг
Енгелберг (  (планина анђела)) је сеоско одмаралиште и општина у кантону Обвалден у Швајцарској. Поред села Енгелберг, општина обухвата и насеља Графенорт, Оберберг и Шванд.
Општина Енгелберг је ексклава кантона Обвалден, окружена кантонима Берн, Нидвалден и Ури.
Енгелберг је велико планинско одмаралиште у централној Швајцарској. У средњем веку, Енгелберг је био познат по образовном квалитету свог бенедиктинског самостана, опатије Енгелберг. Од 19. века па надаље Енгелберг је постао међународно познат као планинско одмаралиште, али је данас посећен колико због скијања, тако и због свог алпског карактера. Својом комбинацијом модерних снежних и спортских објеката и алпске локације, Енгелберг је данас популаран и за летњи и за зимски туризам. Најближи велики град је Луцерн.
Званични језик Енгелберга је (швајцарска варијанта стандардног) немачки, али главни говорни језик је локална варијанта алеманског швајцарског немачког дијалекта.

## Историја
Енгелберг се први пут помиње као Енгилперц 1122. године, када је ту основана опатија, иако је алпски пашњак Требсе већ био колективно експлоатисан пре тог времена.
У августу 1815, кантон Нидвалден је споро прихватио Савезни уговор док је Енгелберг дао подршку. Нидвалден је коначно прихватио нови споразум 18. августа 1815. након што су федералне трупе умарширале у кантон. Као резултат тога, Енгелберг је пребачен у кантон Обвалден.
Од 1850. Енгелберг је постао међународно одмаралиште (минерална вода, млечни серум и лекови на свежем ваздуху). Многе хотеле изградиле су породице Катани, Хес и Одермат, пионири туризма. Од 1872. до 1874. године изграђен је нови, шири пут, а 1898. година отворена је електрична пруга Станстад-Енгелберг.
Планинарење и други планински спортови развили су се крајем 19. века, а Енгелберг је први пут имао зимску сезону 1903–1904. године. Успињача (отворена 1913) повезује Енгелберг са Гершнијем, а одатле друга жичара у Швајцарској (отворена 1927) води даље до Обер Требсе. Деценија која је претходила Првом светском рату била је период развоја туризма (165.922 ноћења посетилаца 1911. године). Проширење пута и проширење железничке пруге до Луцерна (1964. године) значајно је отворило могућности развоја туризма, а 1967. године је отворен виши део жичаре Титлис. Недавно су одржавање редовних пословних и спортских састанака у Енгелбергу дошле да допуне зимски туризам. У 2000. години, терцијарни сектор, посебно туризам, нудио је запошљавање три четвртине радне снаге Енгелберга.

## Географија
Енгелберг се налази унутар планинског ланца Ури Алпи.
Енгелберг је окружен високим планинским врховима, као што су Титлис на југу (3.238 m (10.623 ft)), Валенстоке (2.572 m (8.438 ft)) и Рухстоцк (2.813 m (9.229 ft)) на северу , Хахнен (2.606 m (8.550 ft)) и Виссберг (2.627 m (8.619 ft)) на истоку, Енгелбергер Ротстоцк (2.819 m (9.249 ft)) и Висигсток (2.887 m (9.472 ft)) на североистоку, и горња долина Енгелбергер Аа која води до пролаза Суренен (2.291 m (7.516 ft)) која води до Урнер Рустал.
Енгелберг има површину (према истраживању из 2004/09.) од 74,87 km2 (28,91 sq mi). Од ове површине, око 27,1% се користи у пољопривредне сврхе, док је 25,8% под шумама. Од остатка земљишта, 3,7% је насељено (зграде или путеви), а 43,5% је непродуктивно земљиште. У истраживању 2013/18. укупно 146 ha (360 acres) или око 1,9% укупне површине било је покривено зградама, што је повећање од 35 ha (86 acres) у односу на износ из 1980/81. У истом временском периоду, количина рекреативног простора у општини повећана је за 34 ha (84 acres) и сада износи око 0,61% укупне површине. Од пољопривредног земљишта, 685 ha (1.690 acres) су њиве и травњаци, а 1.424 ha (3.520 acres) се састоји од алпских пашњака. Од 1980/81. године количина пољопривредног земљишта је смањена за 78 ha (190 acres). У истом временском периоду количина пошумљеног земљишта је повећана за 103 ha (250 acres). Реке и језера покривају 78 ha (190 acres) у општини.
Просечна надморска висина Енгелберга је 1.020 m (3.350 ft). Међутим, село је окружено Алпима, стварајући веома стрм терен. Највиша тачка у границама општине је Титлис. Долину Енгелберг (нем. Енгелбергертал) дренира Енгелбергер Аа, притока језера Луцерн. Долина се налази јужно од језера.

## Клима
Између 1991. и 2020. Енгелберг је у просеку имао 151 дан кише или снега годишње и у просеку је имао 1.568 mm (61,7 in) падавина. Најкишнији месец био је јул са 198 mm (7,8 in) падавина током 15,7 дана. Међутим, јун је имао највише дана падавина (15,9), али само 179 mm (7,0 in). Најсушнији месеци у години био је фебруар са 81 mm (3,2 in) падавина током 10,0 дана.
Ово подручје има дугу зимску сезону, са мало падавина углавном у виду снега, и ниском влажношћу. Кепенов климатски систем класификује климу у Енгелбергу као океанску. МетеоСвисс-ова класификација је северна падина Централних Алпа.
| Клима Енгелберг (референтни период 1991–2020) на 1.036 m (3.399 ft) | Клима Енгелберг (референтни период 1991–2020) на 1.036 m (3.399 ft) | Клима Енгелберг (референтни период 1991–2020) на 1.036 m (3.399 ft) | Клима Енгелберг (референтни период 1991–2020) на 1.036 m (3.399 ft) | Клима Енгелберг (референтни период 1991–2020) на 1.036 m (3.399 ft) | Клима Енгелберг (референтни период 1991–2020) на 1.036 m (3.399 ft) | Клима Енгелберг (референтни период 1991–2020) на 1.036 m (3.399 ft) | Клима Енгелберг (референтни период 1991–2020) на 1.036 m (3.399 ft) | Клима Енгелберг (референтни период 1991–2020) на 1.036 m (3.399 ft) | Клима Енгелберг (референтни период 1991–2020) на 1.036 m (3.399 ft) | Клима Енгелберг (референтни период 1991–2020) на 1.036 m (3.399 ft) | Клима Енгелберг (референтни период 1991–2020) на 1.036 m (3.399 ft) | Клима Енгелберг (референтни период 1991–2020) на 1.036 m (3.399 ft) | Клима Енгелберг (референтни период 1991–2020) на 1.036 m (3.399 ft) |
| Показатељ \ Месец                                                   | .Јан.                                                               | .Феб.                                                               | .Мар.                                                               | .Апр.                                                               | .Мај.                                                               | .Јун.                                                               | .Јул.                                                               | .Авг.                                                               | .Сеп.                                                               | .Окт.                                                               | .Нов.                                                               | .Дец.                                                               | .Год.                                                               |
| ------------------------------------------------------------------- | ------------------------------------------------------------------- | ------------------------------------------------------------------- | ------------------------------------------------------------------- | ------------------------------------------------------------------- | ------------------------------------------------------------------- | ------------------------------------------------------------------- | ------------------------------------------------------------------- | ------------------------------------------------------------------- | ------------------------------------------------------------------- | ------------------------------------------------------------------- | ------------------------------------------------------------------- | ------------------------------------------------------------------- | ------------------------------------------------------------------- |
| Максимум, °C (°F)                                                   | 2,0 (35,6)                                                          | 3,0 (37,4)                                                          | 7,3 (45,1)                                                          | 11,7 (53,1)                                                         | 16,0 (60,8)                                                         | 19,3 (66,7)                                                         | 21,0 (69,8)                                                         | 20,6 (69,1)                                                         | 16,3 (61,3)                                                         | 12,2 (54)                                                           | 6,4 (43,5)                                                          | 2,8 (37)                                                            | 11,6 (52,9)                                                         |
| Просек, °C (°F)                                                     | −1,7 (28,9)                                                         | −1,1 (30)                                                           | 2,5 (36,5)                                                          | 6,3 (43,3)                                                          | 10,4 (50,7)                                                         | 13,8 (56,8)                                                         | 15,4 (59,7)                                                         | 15,2 (59,4)                                                         | 11,4 (52,5)                                                         | 7,6 (45,7)                                                          | 2,5 (36,5)                                                          | −0,8 (30,6)                                                         | 6,8 (44,2)                                                          |
| Минимум, °C (°F)                                                    | −5,3 (22,5)                                                         | −5,1 (22,8)                                                         | −1,7 (28,9)                                                         | 1,5 (34,7)                                                          | 5,4 (41,7)                                                          | 8,9 (48)                                                            | 10,7 (51,3)                                                         | 10,7 (51,3)                                                         | 7,2 (45)                                                            | 3,8 (38,8)                                                          | −0,9 (30,4)                                                         | −4,2 (24,4)                                                         | 2,6 (36,7)                                                          |
| Количина падавина, mm (in)                                          | 89 (3,5)                                                            | 91 (3,58)                                                           | 98 (3,86)                                                           | 112 (4,41)                                                          | 166 (6,54)                                                          | 179 (7,05)                                                          | 198 (7,8)                                                           | 196 (7,72)                                                          | 128 (5,04)                                                          | 110 (4,33)                                                          | 102 (4,02)                                                          | 107 (4,21)                                                          | 1,568 (61,73)                                                       |
| Количина снега, cm (in)                                             | 78,5 (30,91)                                                        | 82,1 (32,32)                                                        | 75,4 (29,69)                                                        | 43,2 (17,01)                                                        | 3,6 (1,42)                                                          | 0,0 (0)                                                             | 0,0 (0)                                                             | 0,0 (0)                                                             | 0,0 (0)                                                             | 7,1 (2,8)                                                           | 52,5 (20,67)                                                        | 72,4 (28,5)                                                         | 414,8 (163,31)                                                      |
| Дани са падавинама (≥ 1.0 mm)                                       | 11,4                                                                | 10,0                                                                | 12,2                                                                | 12,0                                                                | 14,5                                                                | 15,9                                                                | 15,7                                                                | 14,7                                                                | 11,7                                                                | 10,3                                                                | 10,9                                                                | 11,7                                                                | 151,0                                                               |
| Дани са снегом (≥ 1.0 cm)                                           | 8,4                                                                 | 8,1                                                                 | 7,8                                                                 | 5,4                                                                 | 0,8                                                                 | 0,0                                                                 | 0,0                                                                 | 0,0                                                                 | 0,0                                                                 | 0,7                                                                 | 5,2                                                                 | 8,3                                                                 | 44,7                                                                |
| Релативна влажност, %                                               | 79                                                                  | 77                                                                  | 74                                                                  | 72                                                                  | 76                                                                  | 78                                                                  | 79                                                                  | 81                                                                  | 84                                                                  | 82                                                                  | 81                                                                  | 80                                                                  | 79                                                                  |
| Сунчани сати — месечни просек                                       | 51                                                                  | 92                                                                  | 128                                                                 | 146                                                                 | 147                                                                 | 158                                                                 | 164                                                                 | 157                                                                 | 131                                                                 | 112                                                                 | 62                                                                  | 31                                                                  | 1.380                                                               |
| Сунчано време — месечни проценти                                    | 46                                                                  | 47                                                                  | 46                                                                  | 47                                                                  | 42                                                                  | 42                                                                  | 45                                                                  | 48                                                                  | 46                                                                  | 47                                                                  | 44                                                                  | 42                                                                  | 45                                                                  |
| Извор: MeteoSwiss (снег 1981–2010)                                  |                                                                     |                                                                     |                                                                     |                                                                     |                                                                     |                                                                     |                                                                     |                                                                     |                                                                     |                                                                     |                                                                     |                                                                     |                                                                     |